# Mansfield Park

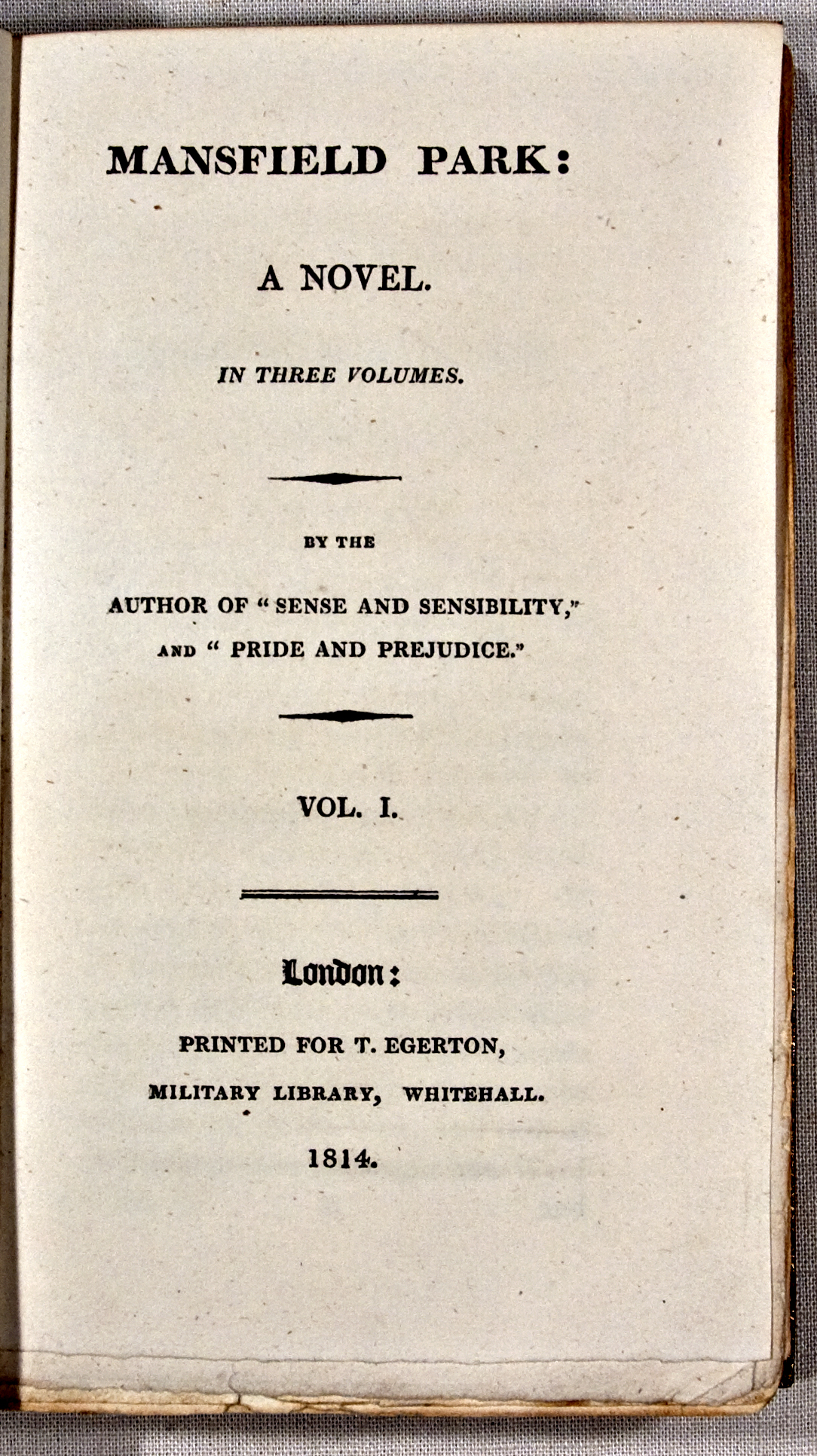
Strona tytułowa pierwszego wydania Mansfield Park

Thomas Sully „Dama z harfą: Eliza Ridgely”, obraz z epoki. W powieści piękna i światowa Mary Crawford oczarowuje towarzystwo grą na harfie.

Mansfield Park – powieść angielskiej pisarki Jane Austen, wydana w 1814 roku. Opowiada o losach Fanny Price, skromnej i cichej, niezamożnej dziewczyny wychowywanej w domu zamożnych krewnych – tytułowej posiadłości Mansfield Park. Mansfield Park ukazał się jako trzecia powieść Jane Austen, po cieszących się ogromną popularnością Rozważnej i romantycznej i Dumie i uprzedzeniu. Mansfield Park otwiera drugi okres w twórczości Jane Austen – powieści, które powstały po sukcesie Rozważnej i romantycznej. Pisarka pracowała nad nią w latach 1811–1813. Powieść ta uchodzi za najtrudniejszą dla współczesnego czytelnika z całego dorobku Jane Austen.

## O treści
Główną bohaterką jest Fanny Price. Przed laty jej matka popełniła mezalians, którego skutki są opłakane: żyje w niedostatku z krzykliwym, nadużywającym alkoholu mężem. Aby ją wesprzeć, zamożna siostra, pani Bertram, zabiera do siebie na wychowanie jej najstarszą córkę – Fanny, aby ją wyedukować, a potem wydać korzystnie za mąż. Cicha, spokojna i chętna do pomocy dziewczynka szybko wrasta w krajobraz Mansfield Park. Mimo dobrych chęci państwa Bertramów Fanny nie jest jednak traktowana na równi z Julią i Marią, ich rodzonymi córkami: zarówno same dziewczęta, jak i ich ciotka, również siostra matki Fanny, mająca bardzo dużo do powiedzenia w domu Bertramów pani Norris traktują ją z góry, jako osobę pozostającą na łasce bogatych krewnych. Jedyną osobą, która okazuje Fanny serce, jest młodszy z dwóch synów Bertramów, Edmund, przyszły pastor. Jego szczera troska o dziewczynkę w pierwszych dniach jej pobytu w nowym miejscu i pomoc w wysłaniu listu do jej ukochanego brata zjednują mu jej miłość na zawsze.
Mieszkańcy Mansfield Park wiodą spokojne, ustabilizowane życie. Wyjątkiem jest najstarszy syn Tom, który ma odziedziczyć posiadłość. Jego rozrzutność i beztroska niepokoją ojca, który postanawia wybrać się razem z nim dopilnować rodzinnych interesów w Antigui (na Morzu Karaibskim), licząc na to, że poważne zajęcie pozytywnie wpłynie na charakter młodzieńca. Sir Thomas Bertram z synem opuszczają więc Anglię. Jednocześnie w życie młodych mieszkańców Mansfield Park: stęsknionych rozrywek i nowości Julii i Marii, obowiązkowego i sumiennego Edmunda oraz kochającej ciszę i przywiązanej do nowego domu Fanny wkraczają nowe postacie. W okolicy zamieszkuje na jakiś czas rodzeństwo Crawfordów: piękna, uwodzicielska, utalentowana i posażna panna Crawford oraz jej inteligentny i czarujący brat. Nieobecność surowego pana domu sprzyja szybkiemu zacieśnianiu towarzyskich kontaktów. Wkrótce w sercach mieszkańców Mansfield Park zagoszczą burzliwe uczucia, których źródłem będą tak różni od ich zwyczajnych sąsiadów Crawfordowie.

## Znaczenie tytułu
Mansfield Park to posiadłość, w której mieszkają Bertramowie, zamożny dom właściciela ziemskiego, który – szczególnie w oczach porównującej go ze swoim biednym, brudnym i hałaśliwym rodzinnym domem Fanny – jest ostoją tradycji i spokoju. Czas biegnie tu równym rytmem i wydaje się, że nic nie jest w stanie zagrozić bezpieczeństwu tego miejsca. Jednak harmonia Mansfield Park zostaje wkrótce narażona na trudne próby.

## Problematyka moralna powieści
Mansfield Park jest wyrazem zaniepokojenia Jane Austen kondycją społeczeństwa angielskiego i upadkiem tradycyjnych wartości. To właśnie podporządkowanie fabuły problematyce etycznej sprawia, że powieść ta jest dla współczesnego czytelnika trudna w odbiorze i cieszy się o wiele mniejszą popularnością niż inne utwory tej pisarki, szczególnie bestsellerowa od chwili wydania do dziś Duma i uprzedzenie. Austen ukazuje młode pokolenie, dla którego liczy się tylko przyjemność: z wyjątkiem Fanny i Edmunda wszyscy szukają jedynie rozrywki i zadowolenia. Nawet miłość sprowadza się wyłącznie do egoistycznej żądzy zaspokojenia własnej próżności, bez względu na dobro drugiej osoby, co w przypadku jednej z par kończy się tragicznie. Uczuciem nie darzy się również rodziców: kiedy sir Bertram wyjeżdża, jego córki nie tęsknią ani nie czują choćby cienia niepokoju z powodu jego dalekiej i niebezpiecznej podróży, a jedynie oddychają z ulgą, ciesząc się na myśl o większej swobodzie i bogatszym życiu towarzyskim. Zawód pastora, zamiast cieszyć się poważaniem, jest pogardzany jako niedający szans na bogactwo i społeczny prestiż, a postawa Edmunda, przyszłego duchownego, z powagą podchodzącego do związanej z tym misji, jest wyjątkowa, bo już miejscowy pastor, pan Grant, zupełnie nie pasuje do roli moralnego autorytetu. W tej sytuacji także moralna postawa Edmunda i Fanny zostanie narażona na trudną próbę presji hołdującego innym wartościom otoczenia, które dysponuje szczególnie mocnym argumentem w stosunku do panny Price: jest to wymóg wdzięczności za okazaną łaskę. Austen podejmuje kwestię moralnego nawrócenia, popularnego motywu osiemnastowiecznej angielskiej powieści, szczególnie dzieł Samuela Richardsona. Jednak w przeciwieństwie do autora Pameli, Austen pokazuje, że dobry przykład nie zawsze wystarcza, bo pokusa przyjemności i żądza użycia bywają w ludziach mocniejsze niż chęć poprawy.

## Duchowieństwo i marynarka
Zestawienie tych dwóch pojęć może wydawać się współczesnemu czytelnikowi powieści Austen dziwne, ale jest ono całkowicie usprawiedliwione ówczesnymi realiami. Kariera w duchowieństwie lub w marynarce były jedynymi zajęciami godnymi dżentelmena, który z takich czy innych względów nie mógł prowadzić ziemiańskiego trybu życia – wybierali je młodsi synowie (rodowe dobra dziedziczył najstarszy syn) lub potomkowie podupadłych szlacheckich rodzin. Ponieważ duchowni w kościele anglikańskim mogli bez przeszkód się żenić i zakładać rodziny, był to zawód jak każdy inny. Z kolei przypadające na okres życia i twórczości Austen wojny: wojna o niepodległość Stanów Zjednoczonych (zakończona w 1783, a więc w dzieciństwie pisarki), wojny napoleońskie (1798-1815) i wojna brytyjsko-amerykańska (1812-1815), w których Anglia brała czynny udział, sprawiały, że flota wciąż potrzebowała nowych ludzi. Akcja Mansfield Park toczy się podczas wojen napoleońskich, a przed rozpoczęciem wojny brytyjsko-amerykańskiej, choć ta trwała już podczas pracy nad powieścią. W Mansfield Park do zawodu duchownego przygotowuje się Edmund Bertram, natomiast w marynarce służy William Price. Obydwie profesje Austen znała bardzo dobrze z własnego życia, gdyż dwóch jej braci służyło w marynarce, dwóch innych obrało karierę duchownego, a sama była córką pastora.

## Bohaterowie
- Fanny Price – najstarsza córka państwa Price, wychowywana w Mansfield Park przez bogatych krewnych, Bertramów.
- William Price – ukochany brat Fanny, służy w marynarce, ale z powodu braku poparcia kogoś na stanowisku mimo umiejętności i zasług nie może awansować.
- Frances Price – z domu Ward, matka Fanny; lata temu, wychodząc za mąż za porucznika marynarki, popełniła mezalians, którego skutki są opłakane – bieda i brak harmonii w domu.
- Maria, Lady Bertram – z domu Ward, rodzona siostra pani Price, która wyszła za mąż dużo korzystniej, niż obie siostry – za bogatego właściciela ziemskiego. Osoba senna i zainteresowana głównie własną wygodą oraz ulubionym mopsem, z powodu lenistwa niewiele troszczy się o dzieci i dom.
- Sir Thomas Bertram – mąż lady Bertram, baronet; źródłem jego majątku są dobra w Antigui, na których pracują niewolnicy. Dość surowo traktuje domowników i unika okazywania cieplejszych uczuć, przez co nie ma prawdziwej więzi między nim a jego córkami. Dopiero wskutek wydarzeń podczas jego nieobecności oraz późniejszej tragedii rodzinnej zdaje sobie sprawę ze swoich poważnych błędów wychowawczych wobec wszystkich dziewcząt mieszkających w Mansfield Park, zarówno rodzonych córek, jak i Fanny.
- Pani Norris – najstarsza z sióstr Ward, bezdzietna wdowa po pastorze Norrisie; jej ulubienicą jest Maria Bertram, natomiast Fanny traktuje z góry, ciągle dając jej odczuć, że żyje z cudzej łaski i dlatego nie zasługuje na żadne wygody. Osoba egoistyczna i skąpa, a przy tym krzykliwa i żądna władzy, wykorzystuje lenistwo Lady Bertram, aby samej rządzić w Mansfield Park podczas nieobecności Sir Thomasa.
- Edmund Bertram – młodszy syn Sir Thomasa, któremu przeznaczony jest zawód duchownego, do którego podchodzi z powagą i odpowiedzialnością. Troskliwy wobec innych, zaprzyjaźnia się z Fanny, którą traktuje jak najukochańszą rodzoną siostrę.
- Maria Bertram – starsza córka Bertramów, urodziwa panna rozpieszczona przez ciotkę Norris.
- Julia Bertram – młodsza córka Bertramów, również bardzo ładna, ale pozostająca nieco w cieniu starszej Marii.
- Tom Bertram – najstarszy syn i dziedzic Sir Thomasa, prowadzący hulaszczy tryb życia i zaciągający liczne długi, które krzywdzą jego młodszego brata, gdyż ich ojciec zmuszony jest oddać mającą przypaść Edmundowi prebendę pastorowi Grantowi. Jednak beztroski i skupiony na sobie Tom nie czuje wyrzutów sumienia, wyraża jedynie nadzieję, że pastor Grant szybko umrze i zwolni prebendę.
- Mary Crawford – posażna, lubiąca rozrywki i pragnąca dobrze wydać się za mąż panna, która przyjeżdża zamieszkać na jakiś czas u swej siostry, pastorowej Grant. Zaprzyjaźnia się z pannami Bertram i wzbudza zainteresowanie Edmunda. Wesoła i towarzyska robi furorę, podobnie jak jej popisy muzyczne na harfie.
- Henry Crawford – brat Mary, atrakcyjny i rozchwytywany w towarzystwie kawaler, w wyniku niewłaściwego wychowania cyniczny, bardzo lekko traktuje zarówno własne życie, jak i uczucia innych ludzi. Głównym rysem jego charakteru jest miłość własna.
- Pani Grant – pastorowa, siostra Crawfordów.
- Pan Rustworth – majętny kawaler z okolicy Mansfield Park, niezbyt rozgarnięty i zadufany w sobie, ale bogaty i stanowiący świetną partię. Zadurza się w pięknej i eleganckiej Marii Bertram.
- John Yates – kolega Toma Bertrama, prowadzący rozrywkowy i rozrzutny tryb życia młodzieniec. Swoją miłością do teatru zaraża mieszkańców Mansfield Park. Jego zainteresowanie wzbudza Julia Bertram.
- Susan Price – młodsza siostra Fanny, porywcza, ale o dobrym sercu; mieszka z rodzicami.

## Adaptacje filmowe
- Mansfield Park, 1983: serial BBC, reż. David Giles, w rolach głównych Sylvestra Le Touzel jako Fanny Price, Nicholas Farrell jako Edmund Bertram i Anna Massey jako pani Norris.
- Mansfield Park, 1999: film, reż. Patricia Rozema, w rolach głównych Frances O’Connor jako Fanny Price i Jonny Lee Miller jako Edmund Bertram. Film nie jest wierną adaptacją powieści.
- Mansfield Park, 2007: film telewizyjny, reż. Iain B. MacDonald, w rolach głównych Billie Piper jako Fanny Price i Blake Ritson jako Edmund Bertram.